# Deportivo Toluca FC
Deportivo Toluca Fútbol Club S.A. de C.V., kortweg Club Toluca, is een Mexicaanse voetbalclub uit Toluca de Lerdo. De club is opgericht in 1917. Thuisstadion is het Estadio Nemesio Díez, dat 27.000 plaatsen telt.

## Erelijst
Nationaal
- Primera División (10)

1967, 1968, 1975, Verano 1998, Verano 1999, Verano 2000, Apertura 2002, Apertura 2005, Apertura 2008, Bicentenario 2010
- Segunda División de México (1)

1953
- Copa México (2)

1956, 1989
- Campeón de Campeones (4)

1967, 1968, 2003, 2006
Internationaal
- CONCACAF Champions Cup (2)

1968, 2003

## Bekende (oud-)spelers
- José Cardozo
- Salvador Carmona
- Paulo Da Silva
- Mario Méndez
- Carlos Morales
- Antonio Naelson "Zinha"
- Diego Novaretti
- Mauro Ramos
- Carlos Torres

## Bekende trainers
- Ricardo Lavolpe